# المقاومة الشعبية في السودان
المقاومة الشعبية، المعروفة أيضاً بالحشد الشعبي او الاستنفار الشعبي، هي تكتل من الفصائل المسلحة في السودان تم تشكيلها ردًا على الصراع المستمر بين القوات المسلحة السودانية وقوات الدعم السريع. هذا الصراع، المتجذر في صراع على السلطة داخل الهيكل العسكري للبلاد، اندلع إلى حرب واسعة النطاق في 15 أبريل 2023.
بدأ الفريق أول عبد الفتاح البرهان، قائد القوات المسلحة السودانية، المقاومة الشعبية لتوحيد مختلف الجماعات السياسية والاجتماعية تحت شعار "الكرامة الوطنية". وعلى الرغم من افتقارها إلى ترسانة رسمية من الأسلحة، إلا أن المقاومة تتلقى دعمًا مباشرًا وتدريبًا عسكريًا من القوات المسلحة السودانية. وقد شهدت هذه التعبئة الجماعية تدريب آلاف المدنيين في جميع أنحاء السودان، استعدادًا للقتال للدفاع ضد التوسع العدواني لقوات الدعم السريع وانتهاكاتها الجسيمة لحقوق الإنسان. وقد أدت سيطرة قوات الدعم السريع على مناطق الشمالية، مثل ولاية الجزيرة والتي اتسمت بارتكاب فظائع شديدة، إلى انتشار تسليح المدنيين والمشاركة في المقاومة. وشمل ذلك الشخصيات العامة والمسؤولين الحكوميين الذين يدعمون بنشاط مبادرات التدريب والتسليح المدنيين.
على الرغم من قاعدتها الواسعة ودورها المهم في الصراع، تواجه المقاومة الشعبية تحديات بسبب افتقارها إلى هيكل رسمي، والميول الإسلامية لبعض الفصائل التي شكلها أعضاء سابقون في قوات الدفاع الشعبي، واحتمال تصاعد العنف والاضطرابات المجتمعية. ويثير الانتشار المتزايد للأسلحة بين المدنيين، إلى جانب الديناميكيات العرقية والإقليمية للصراع، مخاوف بشأن احتمال نشوب صراع أهلي طويل ومعقد في السودان.

## خلفية
الصراع في السودان هو في المقام الأول صراع على السلطة بين فصيلين داخل الهيكل العسكري للبلاد. وتتقاتل القوات المسلحة السودانية، بقيادة الفريق أول عبد الفتاح البرهان، وقوات الدعم السريع، وهي مجموعة شبه عسكرية بقيادة محمد حمدان "حميدتي" دقلو، من أجل السيطرة على الدولة ومواردها.
تم تشكيل قوات الدعم السريع في الأصل من الجنجويد وكان يديرها جهاز الأمن والمخابرات الوطني في أغسطس 2013.  وقد تأسست لسحق التمرد في دارفور بسبب التهميش السياسي والاقتصادي للسكان المحليين من قبل الحكومة المركزية في السودان.  لقوات الدعم السريع، المعروفة بارتكابها فظائع واسعة النطاق ، معقل في دارفور، حيث يتم تجنيد العديد من المجندين من المنطقة.  بعد الإطاحة بعمر البشير عام 2019 ، تعثرت محاولات الانتقال إلى حكومة ديمقراطية بقيادة مدنية.  أعاد انقلاب أكتوبر 2021 الجيش إلى السلطة، مما أدى إلى احتجاجات أسبوعية ، وتجدد العزلة، وتعميق المشاكل الاقتصادية.  وأدى ذلك إلى مواجهة نهائية بين البرهان وحميدتي.

## التكوين والدور
في يونيو 2023، بدأ الفريق أول عبد الفتاح البرهان، القائد الأعلى للقوات المسلحة السودانية، تعبئة جماهيرية أطلق عليها اسم المقاومة الشعبية، لتوحيد الناس من مختلف انتماءاتهم السياسية في "الدفاع عن الكرامة الوطنية"، وحماية أنفسهم. وممتلكاتهم. وتشرف القوات المسلحة السودانية على معسكرات التعبئة والاستعداد.
وأدى ذلك إلى تدريب العديد من الشباب في مختلف المدن. وتحصل المقاومة الشعبية على أسلحتها مباشرة من القوات المسلحة السودانية. وهي لا تمتلك ترسانة خاصة بها ولكنها تعمل جنبًا إلى جنب مع القوات المسلحة السودانية. يتم التدريب العسكري لأعضاء المقاومة في الأحياء المحلية ويتم إجراؤه من قبل ضباط القوات المسلحة السودانية والجنود وضباط الصف.
واستجابت قوات الدعم السريع، التي تتكون في المقام الأول من أفراد من دارفور، من خلال زيادة جهود التجنيد. وبحلول 3 ديسمبر/كانون الأول، أعلن البرهان عن حشد ما يقرب من 40 ألف فرد لمواجهة قوات الدعم السريع. استخدمت قوات الدعم السريع هذا الإعلان لتبرير سيطرتها على ولاية الجزيرة في 19 ديسمبر 2023،  وهي ثاني أكبر ولاية في البلاد وموطن لمشروع زراعي كبير. وقد اتسمت سيطرة قوات الدعم السريع على السلطة بارتكاب فظائع خطيرة، تم توثيقها جيدًا من قبل مجموعات المجتمع المدني والمحتجين. كما هددت قوات الدعم السريع بتوسيع سيطرتها إلى دول أخرى.
ورداً على التهديد المتزايد من قوات الدعم السريع، قام العديد من المدنيين السودانيين، بتشجيع من الجيش، بتسليح أنفسهم. كما وعد الجيش بتسليح المزيد من المدنيين المرتبطين بالمقاومة الشعبية، على الرغم من افتقاره إلى هيكل قيادي رسمي. بدأ المسؤولون الحكوميون بالمشاركة في أنشطة المقاومة، ووفرت لهم وسائل الإعلام الحكومية، التي يسيطر عليها الجيش، تغطية واسعة النطاق. على سبيل المثال، تعهد محمد البدوي، والي ولاية نهر النيل، واللواء محمد الأمين، بتوفير التدريب والسلاح للمدنيين لحمل السلاح. بالإضافة إلى ذلك، أعلن الحافظ بخيت محمد، القائم بأعمال والي ولاية شمال دارفور، في فبراير 2024، بدء المقاومة الشعبية في الفاشر. وتهدف هذه المقاومة إلى مساندة القوات المسلحة السودانية والحركات المتحالفة معها في قتالها ضد قوات الدعم السريع. وتنشط المقاومة الشعبية أيضًا في ولاية القضارف، وولاية سنار، وولاية البحر الأحمر، وولاية الخرطوم.
وفي 30 مارس 2024 انعقد ببورتسودان مؤتمر تأسيسي لتشكيل المجلس الأعلى للمقاومة الشعبية برئاسة محمد الأمين ترك ونيابه عن الفريق أول ركن خضر المبارك علي. تم اختيار أزهري المبارك محمد بالإجماع رئيساً للمقاومة الشعبية.
ورحب الفريق ياسر العطا بكل من يقاتل ضد "ميليشيا الجنجويد". وكشف عن المساهمة الكبيرة للمقاومة الشعبية في معارك تحرير أم درمان واستعدادها للعمليات المستقبلية. وبحسب عمار حسن، المتحدث باسم المقاومة الشعبية، فقد قاتلت المقاومة الشعبية إلى جانب القوات المسلحة السودانية في جميع المعارك، بما في ذلك تلك التي وقعت في أم درمان، وهيئة الإذاعة والتلفزيون السودانية، وكردفان. لقد أظهروا مرونة في بابنوسة وغرب كردفان واستعدادًا في سنار والجزيرة والفاو والمناقل ومناطق أخرى.
ويرى بعض المراقبين أن ميزان القوى بدأ يميل لصالح الجيش في ظل تراجع الطرف الآخر، خاصة بعد دخول المقاومة الشعبية إلى خط المواجهة وتجنيد الآلاف وتسليحهم لدعم الدولة.

## الفصائل المعروفة
وتشهد عدة مدن في الشمال تشكيل فصائل مقاومة شعبية. وأعلنت حكومة ولاية الخرطوم مؤخرا عن بدء أنشطة اللجنة العليا للمقاومة الشعبية وفتحت باب التجنيد والتسليح في مناطق سيطرة الجيش. لكن ضابطاً في الجيش، لم يذكر اسمه، قال إن هذه المجموعات مسؤولة بشكل أساسي عن تأمين الأحياء والمواقع، وليس عن العمليات القتالية. وفي المقابل، أكد أحد عناصر المقاومة الشعبية مشاركته في العمليات القتالية.

### الفصيل المؤيد للثورة
مجموعات مثل مجموعة الأمن الشعبي ومجموعة الشباب غاضبون بلا حدود، وانضموا أيضًا إلى قوات الجيش. والأخيرة، المعروفة بمقاومتها ضد المجلس العسكري، لها أعضاء في مختلف وحدات الجيش ومعسكراته.

### الفصائل الإسلامية وقوات الدفاع الشعبي
وعززت الجماعات الإسلامية بشكل كبير صفوف الجيش السوداني. يعود تورطهم في الجيش إلى التسعينيات عندما كانوا جزءًا من قوات الدفاع الشعبي، وهي مجموعة شبه عسكرية مرتبطة ارتباطًا وثيقًا بالجبهة الإسلامية الوطنية بزعامة حسن الترابي ( حزب المؤتمر الوطني لاحقًا) وعمر البشير. البشير. وتم " أسلمة " الجيش في أوائل التسعينيات في ظل حكم البشير، وكثيراً ما تم عزل المعارضين المشتبه بهم أو إعدامهم.
ظلت قوات الدفاع الشعبي، التي حاربت الجيش الشعبي لتحرير السودان (SPLA) في الحرب الأهلية السودانية الثانية، تعمل سرًا منذ الإطاحة بالبشير حتى اندلاع الحرب في السودان في 15 أبريل 2023. وتقوم الحركة الإسلامية الأوسع بإعداد مقاتليها منذ عام 2019 ولها اتصالات مع بعض الضباط في المخابرات العسكرية السودانية. في عام 2020، انتشرت شائعات مفادها أن القوات المسلحة السودانية استوعبت قوات الدفاع الشعبي السابقة. ومع ذلك، ذكرت القوات المسلحة السودانية بدلاً من ذلك أنه تم حل قوات الدفاع الشعبي والاستيلاء على مقرها الرئيسي. خلال الحرب في السودان، قاتلت قوات الدفاع الشعبي التي أعيد تنظيمها تحت قيادة الأمير كافي طيارة إلى جانب الجيش في جنوب كردفان ضد الحركة الشعبية لتحرير السودان - شمال وقوات الدعم السريع.

#### كتيبة البراء بن مالك
وتقاتل كتيبة البراء بن مالك بشكل نشط إلى جانب القوات المسلحة السودانية في معاركها المستمرة ضد قوات الدعم السريع منذ بدء الحرب في 15 أبريل 2023، وتكبدت العديد من الضحايا في مواقع مختلفة. ووقعت إحدى المعارك الأكثر دموية لمقاتلي البراء بن مالك داخل وحول هيئة المدرعات العسكرية في الخرطوم. وبحسب درج، فإن كتيبة البراء بن مالك لها تمثيل في فرقتين عسكريتين على الأقل، هما سلاح المدرعات وفيلق المشاة. كما أن لهم وجودًا في موقع ثالث، وهو قوات الاحتياطي المركزي، التي فرضت عليها الولايات المتحدة عقوبات بسبب مشاركتها في قمع المظاهرات السلمية.
وظهرت الكتيبة في العديد من المقاطع المصورة التي تصور مشاركتها الفعالة في هذه المعارك. المجموعة، بقيادة المصباح أبو زيد، تروج لأيديولوجية إسلامية متشددة. وكان أبو زيد، الذي أصيب في القتال في الخرطوم، قد زاره عبد الفتاح البرهان، القائد العام للقوات المسلحة السودانية، في مستشفى في عطبرة. وتظهر مقاطع الفيديو المنتشرة على وسائل التواصل الاجتماعي أبو زيد وهو يردد شعارات متشددة ويدعو إلى "الجهاد" ضد قوات الدعم السريع. وكان زعيم آخر، هو أنس عمر، عضوًا بارزًا في حزب المؤتمر الوطني المنحل في عهد الرئيس البشير، وتم احتجازه من قبل قوات الدعم السريع في 16 مايو/أيار 2023. محمد الفضل عبد الواحد عثمان، زعيم آخر، سبق أن أقسم الولاء لتنظيم الدولة الإسلامية، وقُتل أثناء القتال في يونيو/حزيران 2023.

#### صمود
الصمود أصدر الفصيل مقطع فيديو في 18 سبتمبر 2023 يظهر فيه أفراد مسلحون ملثمون ومجهولو الهوية يكشفون عن بيان تأسيسي، "البيان رقم 1"، يحدد مهمة الجماعة وأهدافها. ويبدأ البيان الموجه إلى شعب السودان بآيات قرآنية، ثم يعدد الجرائم المزعومة لقوات الدعم السريع. وتتعهد بتحرير الخرطوم من "مرتزقة" الدعم السريع وتطهير المدينة من وجودهم.

##### الفصائل الإسلامية الأخرى
البنيان المرصوص الكتيبة، وهي وحدة كبيرة سابقة تابعة لقوات الدفاع الشعبي المنحلة، تقاتل الآن مع الجيش السوداني. وتضم هذه الكتيبة عناصر سابقين في جهاز المخابرات والأمن الوطني من عهد نظام البشير. وقد خضعت الكتيبة لتدريبات متقدمة على الأسلحة وتنتشر حاليًا في العديد من العواصم.
وبحسب الجزيرة العربية الاستعدادات للإعلان عن كتيبة الجديدة في ولاية القضارف، إلى جانب مجموعات أخرى في محليات مختلفة. ويتم تدريب هذه المجموعات وتسليحها تحت إشراف السلطات الحكومية المحلية والقيادة العسكرية.
وكانت النساء بشكل رئيسي في طليعة الاستجابة غير المسلحة والإنسانية للحرب. كما تقدم هذه المجموعات الدعم للأسر المتضررة، وتوفر المأوى للنازحين، وتسهل إجلاء المحاصرين في الخرطوم، وتقدم الخدمات الطبية. وتعمل المجموعات النسائية مثل شبكة نساء ضد الحرب وحملة "أمهات السودان" على مستويات مختلفة لإنهاء الحرب. وهم يوثقون الانتهاكات ويراقبون الوضع ويدافعون عن السلام ويمارسون الضغط على المجتمع الدولي والأطراف الأخرى لدعم الحل وتحقيق السلام.
ومع ذلك، أفادت سكاي نيوز عن معسكرات تدريب قتالية للنساء في بورتسودان. وتطلق نساء المعسكر على أنفسهن اسم الجيش الأسود بسبب لون جلابيبهن، وتقودهن علياء حسن أبونا القيادية في قوى الحرية والتغيير. يتم تدريب النساء في الغالب على الدفاع عن النفس والدوريات المجتمعية.

## انتقادات

### الافتقار إلى الهيكل الرسمي، وانتشار الأسلحة، والحرب الأهلية
أثار افتقار المقاومة الشعبية إلى هيكل قيادي رسمي مخاوف بشأن قدرتها على إدارة وتنسيق أنشطتها بفعالية. وانتقد ضابط القوات المسلحة السابق، فتحي أحمد، المقاومة الشعبية الحالية ووصفها بأنها فاشلة بسبب أساسها العرقي والجهوي، والتدريب غير الكافي، وخطط المعركة غير الفعالة.
إن الانتشار المتزايد للأسلحة يثير القلق بشأن احتمال حدوث اضطرابات مجتمعية، على غرار الصراع الذي تشهده دارفور وسط الحرب المستمرة. وتشير البيانات المستمدة من المصادر الرسمية إلى أنه قبل بداية الحرب، كان المدنيون يمتلكون ثمانية ملايين قطعة سلاح ناري. وقد ساهمت هذه الأسلحة في الهجمات المميتة التي شنتها مجتمعات متنوعة، تمتد من دارفور وكردفان إلى منطقة النيل الأزرق. هناك مخاوف من خروج أمراء العالم الجدد من الصراع. ورداً على ذلك، أعلن البرهان ترحيبه بالمقاومة الشعبية، قائلاً: "سنسلّحهم، ما هي الأسلحة التي لدينا سنعطيها لهم؟ ولكن يجب تقنينها وتسجيلها لدى القوات النظامية، حتى لا تتسبب في حدوث مشكلة في المستقبل."
كما تتزايد المخاوف من اندلاع حرب أهلية بدوافع عرقية.
ورفض سياسيو المعارضة في الخارج، أي تقدم، دعوات النفير ووقفوا ضد قيام المقاومة الشعبية، معلنين أن هذه الدعوات من شأنها تأجيج الصراع العسكري في وقت كانوا هم أنفسهم يتبنون الحوار تحت شعار "لا للحرب". وقالوا إن هذه الدعوة لتسليح المواطنين قد تشعل حربا أهلية في البلاد.

### مخاوف بشأن النمو والاستغلال السياسي
وفقًا للمركز الدولي للدراسات الاستراتيجية (ICSS)، الذي يقع مقره في دولة الإمارات العربية المتحدة، فإن المقاومة الشعبية متأثرة بالأيديولوجيات الجهادية والعرقية التي أدت إلى اعتقالات وتصفية أفراد من غرب السودان، الذين ويُنظر إليهم على أنهم من أنصار قوات الدعم السريع. على سبيل المثال، اتخذ ولاة نهر النيل والشمال وشمال كردفان خطوات لحل لجان المقاومة السودانية واستهداف الناشطين. ويحافظ المركز الدولي للأمن الاجتماعي على هذا باعتباره استراتيجية للإسلاميين لاستعادة السلطة. وبحسب ما كتبه إحسان الفقيه لميدل إيست مونيتور، فإن المعارضين – بما في ذلك تقدم – يتوقعون أن النظام السوداني السابق هو الذي ينظم هذه التعبئة لتسوية النزاعات السياسية.
في 29 مارس، وسط انتقادات لمشاركة الإسلاميين، مثل الأعضاء السابقين في قوات الدفاع الشعبي، مع الجيش، حذر نائب القائد العام للقوات المسلحة شمس الدين كباشي، من الاستغلال السياسي لأنشطة جماعات المقاومة الشعبية. وأكد الحباشي أن الفصائل مثل كتيبة البراء بن مالك "تحتاج إلى سيطرة أفضل". وشدد على ضرورة وضع لوائح للسيطرة على هذه المجموعات ومنعها من أن تصبح تهديدًا مستقبليًا. رداً على ذلك، دعا الفريق ياسر العطا إلى مقاومة شعبية منظمة، تضم وحدات تتعاون مع الجيش والشرطة، ولجاناً للمساعدات والخدمات الإنسانية. كما دحض مزاعم الانحياز الإسلامي للجيش. وأشار الناشط هشام عباس إلى أن الخلافات بين ياسر العطا وشمس الدين كباشي أصبحت واضحة ولا يمكن التغاضي عنها أو الاستهانة بها. وشدد على أن الخلافات داخل الجيش ليست جديدة، لكنها لم تكن مرئية علناً من قبل.
في 2 أبريل 2024، قُتل 15 شخصًا وجُرح أكثر من 50 آخرين بعد هجوم بطائرة بدون طيار في عطبرة استهدف مأدبة إفطار نظمتها ميليشيا البراء الإسلامية. ولم تعلن قوات الدعم السريع بعد مسؤوليتها عن الهجوم الذي وقع على 300 كيلومتر (190 ميل) بعيدا عن أقرب معسكر لها. وألمح مصطفى طمبور، زعيم حركة تحرير السودان (طمبور) المتحالفة مع القوات المسلحة السودانية، إلى تورط القوات المسلحة السودانية في الهجوم، حيث قال: "لا يمكن بأي حال من الأحوال أن تقودنا خلافاتنا الداخلية إلى أحداث مثل هذه التي وقعت اليوم في السودان". مدينة عطبرة التي قتل فيها عدد من الأبطال كان من الممكن أن يكونوا إضافة للقوات المسلحة وليسوا معارضين لها".
بالإضافة إلى ذلك، وفقاً لأريج الحاج، التي تكتب لمعهد واشنطن لسياسة الشرق الأدنى، فإن هناك مخاوف من أن تتحول المقاومة الشعبية إلى ميليشيا قوية شبيهة بقوات الحشد الشعبي العراقية. كما أن هناك مخاوف من تكرار السيناريو الذي أدى إلى تشكيل قوات الدعم السريع نفسها.

#### التطرف الاسلامي
في يونيو 2023، في اجتماع الجمعية العامة للأمم المتحدة، زعم قائد القوات المسلحة السودانية، حميدتي، أن الجيش يتلقى المساعدة في قتاله من تنظيم الدولة الإسلامية (داعش) وأنصار نظام البشير. وفي تطور حدث في مايو/أيار، اعتقلت قوات الدعم السريع عدداً من الأفراد، من بينهم محمد علي الجزولي، وهو من المؤيدين المعروفين لتنظيم داعش، والذي تعهد في السابق بقتال قوات الدعم السريع. ونفت القوات المسلحة السودانية هذه الادعاءات.

### تجنيد الأطفال
أفادت قناة سكاي نيوز عربية عن تجنيد مئات الأطفال الذين تتراوح أعمارهم بين 12 و 14 عاما في معسكر للجيش بالقرب من شندي بولاية نهر النيل.

## روابط خارجية
- Aljazeera Mubasher (2 أبريل 2024). ما الفرق بين المقاومة الشعبية والحركات المسلحة في السودان؟. مؤرشف من الأصل في 2024-08-10. اطلع عليه بتاريخ 2024-04-26 – عبر YouTube.